# Skulpturenweg Bad Neuenahr-Ahrweiler
Der Skulpturenweg Bad Neuenahr-Ahrweiler in Bad Neuenahr-Ahrweiler, Landkreis Ahrweiler, ist ein Teilstück des Skulpturenwegs Rheinland-Pfalz.

## Projektbeschreibung
Die Förderung des Landes Rheinland-Pfalz von Kunstprojekten im öffentlichen Raum führte 2002 mit einem Bildhauersymposium zur Entstehung des Skulpturenwegs.
Die Skulpturen liegen an einem 1,5 km langen Fußweg von den Ahr-Thermen bis in den Dahliengarten.

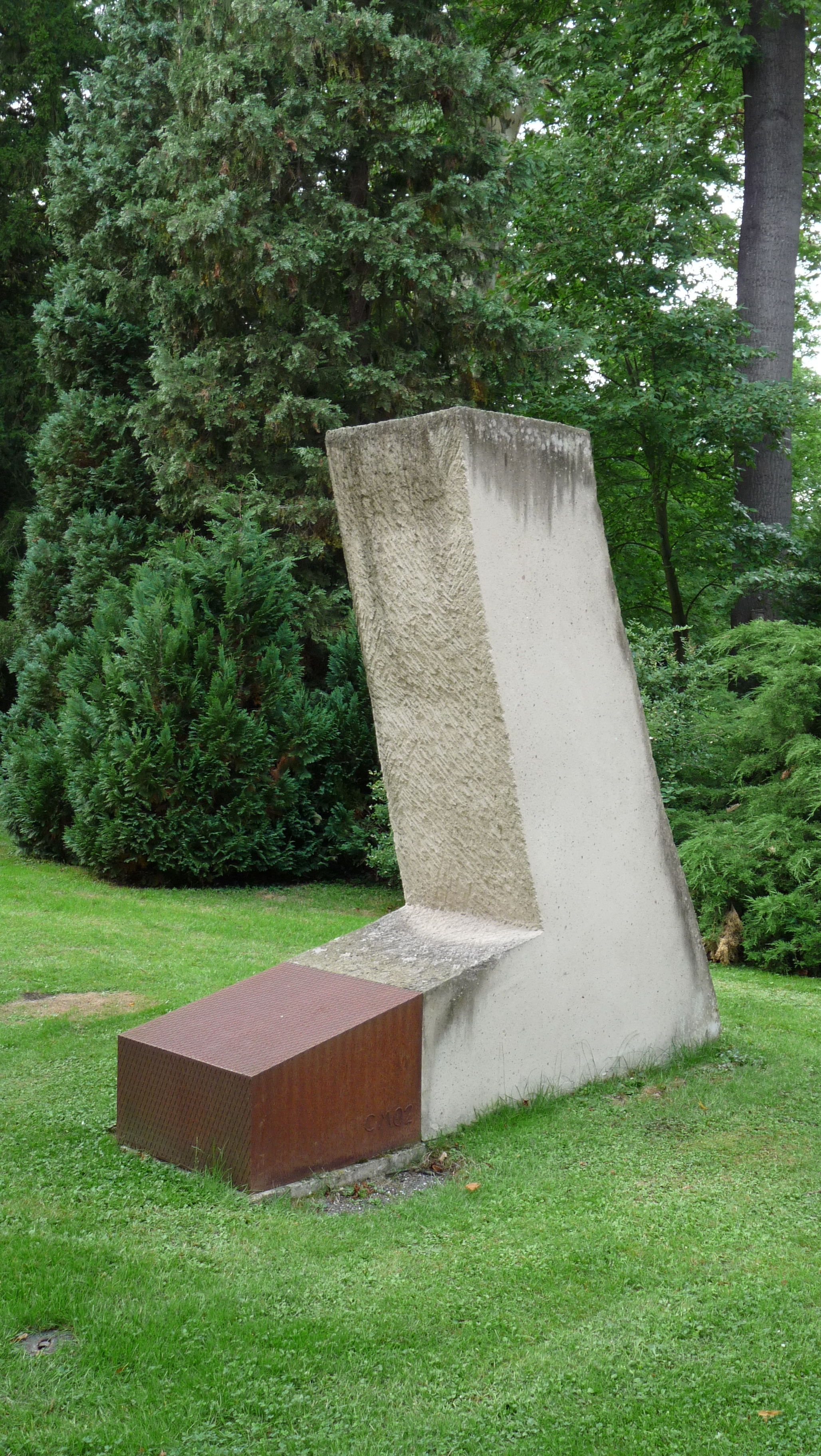
Christoph Mancke, Großer Winkel

## Künstler und Werke
- Martine Andernach: Fragment
- Willi Bauer: Bewegung
- Ingbert Brunk: Das Bekannte und das Unbekannte
- Karl-Heinz Deutsch: Großer Philosoph
- Maria Claudia Farina: Tra luce e buio
- Ljubo de Karina: Licht - Fenster
- Christoph Mancke: Großer Winkel
- Friedhelm Pankowski: Das Ohr des Dionysos
- Georg Ahrens: Engel Nr. 67/68
- Bertrand Ney: L‘un et l‘autre